# Jesus Piece
Jesus Piece é o quinto álbum de estúdio do rapper estadunidense The Game, lançado no dia 11 de dezembro de 2012.
Este álbum contém 13 faixas.

## Lista de faixas
1. "Scared Now" (com Meek Mill) - 4:59
2. "Ali Bomaye" (com 2 Chainz e Rick Ross) - 6:12
3. "Jesus Piece" (com Kanye West e Common) - 3:53
4. "Pray" (com J. Cole e JMSN) - 4:58
5. "Church [*]" (com King Chip & Trey Songz) - 6:07
6. "All That (Lady)" (com Lil Wayne, Big Sean, Fabolous & Jeremih) - 3:34
7. "Heaven's Arms" - 4:05
8. "Name Me King" (com Pusha T) - 4:01
9. "See No Evil" (com Kendrick Lamar & Tank)	 - 4:44
10. "Can't Get Right" (com K. Roosevelt) - 4:57
11. "Hallelujah" (com Jamie Foxx) - 4:33
12. "Freedom" (com Elijah Blake) - 5:46
13. "Celebration" (com Chris Brown, Tyga, Wiz Khalifa & Lil Wayne) - 4:48